# The Queen (film)
The Queen is een Britse speelfilm uit 2006 onder regie van Stephen Frears.

## Verhaal
In 1997 wint Tony Blair de Britse verkiezingen en wordt zo premier. Koningin Elizabeth is hier niet echt blij mee omdat Blair plannen heeft om het rijk te moderniseren. Drie maanden later overlijdt Diana Spencer ten gevolge van een verkeersongeval in de Pont de l'Alma in Parijs. Alastair Campbell, communicatiedirecteur van Blair, stelt een speech op waarin hij Diana omschrijft als "de prinses van het volk". Blair geeft deze speech de volgende dag en zijn omschrijving van de prinses wordt door het volk overgenomen. Ondertussen zit de Britse koningsfamilie op hun buitenverblijf in Balmoral Castle. De dood van Diana leidt tot meningsverschillen in de familie. Koningin Elizabeth is van mening dat Diana niet meer tot de familie behoort sinds haar scheiding met prins Charles een jaar eerder. Daardoor heeft ze geen recht op een koninklijke begrafenis en dient de familie Spencer zelf een privé-plechtigheid te organiseren. Prins Charles is het daarmee oneens en vindt dat zijn moeder te licht over het ongeval denkt.  Uiteindelijk geeft Elizabeth toestemming dat het tweeëndertigste squadron van de Royal Air Force het lijk van Diana mag overbrengen naar het Verenigd Koninkrijk.
Het Britse volk rouwt massaal om de plotse dood van Diana en de ingang van het koninklijk paleis wordt overstelpt met bloemen. Dit gaat zo ver dat de Britse wacht beslist om in een andere ingang te voorzien. De Britse tabloids (roddelbladen) schrijven volop over het feit dat de Britse koninklijke familie niets van zich laat horen. Charles is het eens met Blair dat het hof moet reageren, maar Elizabeth blijft bij haar standpunt en weigert elke vorm van communicatie met het volk. Dit heeft tot gevolg dat de leden van de koninklijke familie hun populariteit zienderogen zien dalen. Hoewel Blair eerder tegen de monarchie was, krijgt hij toch enige bewondering voor de koningin. Hij belt haar op en zegt dat ze drie zaken moet doen om geloofwaardigheid bij het volk te herstellen: er moet een publieke begrafenis plaatsvinden in Westminster Abbey waar de koninklijke familie op aanwezig moet zijn, de Britse vlag moet halfstok hangen aan Buckingham Palace en de koningin moet op televisie een toespraak houden over het leven van Diana. De voorstellen worden niet goed onthaald door de koninklijke familie. Prins Philip is ontzet wanneer hij verneemt dat Elton John gevraagd werd om tijdens de begrafenis Candle in the Wind te zingen. Elizabeth begint te beseffen dat het volk niet meer achter haar staat en overweegt om af te treden. Haar moeder Elizabeth Bowes-Lyon kan haar op andere gedachten brengen, omdat een aftreding op dit ogenblik nog voor grotere problemen zal zorgen en het geloof in de koninklijke familie volledig zal verdwijnen.
Philip heeft prins William en prins Harry meegenomen op hertenjacht. Wanneer Elizabeth hen wil bezoeken, rijdt ze zich vast in een beekje en is bijgevolg verplicht om te voet verder te gaan. Tijdens deze tocht komt ze een mooi, majestueus rood hert tegen. Ze wordt bevangen door de schoonheid van het hert en de twee kijken elkaar recht in de ogen aan. Wanneer er een geweerschot af gaat, jaagt de koningin het hert weg, zodat dit niet wordt doodgeschoten. Net voor haar vertrek naar Londen verneemt Elizabeth dat het hert is doodgeschoten op een aanpalend domein. Ontzet gaat ze naar de eigenaar om afscheid te nemen van het dier.
De koninklijke familie gaat terug naar Londen en brengt een eerbetoon aan de bloemen die het volk massaal aan het paleis hebben gelegd. Later brengt de koningin een toespraak op televisie waarin ze Diana omschrijft als een buitengewone getalenteerde vrouw. Er komt eveneens een publieke begrafenis in Westminster Abbey waar de koninklijke familie op aanwezig is.
Twee maanden later is Blair op bezoek bij Elizabeth. Haar populariteit bij het volk begint weer toe te nemen. Elizabeth is blij dat ze het advies van Blair heeft opgevolgd, maar merkt op dat Blair er zelf ook voordelen heeft kunnen uithalen. De koningin geeft Blair de raad er rekening mee te houden dat de publieke opinie snel kan veranderen en geeft toe dat de monarchie misschien wel toe is aan vernieuwing. Blair stelt Elizabeth voor dat ze de vernieuwing samen kunnen doen, maar Elizabeth zegt daarop dat dit de taak is van de eerste minister en dat zij als koningin enkel een adviserende rol heeft.

## Rolverdeling
| Acteur         | Personage             | Opmerkingen                     |
| -------------- | --------------------- | ------------------------------- |
| Helen Mirren   | Koningin Elizabeth II | Oscar voor beste actrice (2007) |
| Michael Sheen  | Tony Blair            |                                 |
| James Cromwell | Hertog van Edinburgh  |                                 |
| Alex Jennings  | Prins van Wales       |                                 |
| Helen McCrory  | Cherie Blair          |                                 |
| Sylvia Syms    | Koningin-moeder       |                                 |
| Roger Allam    | Robin Janvrin         |                                 |

## Trivia
- De film bevat een historische fout. Robin Janvrin wordt voorgesteld als de privé-secretaris van koningin Elizabeth, terwijl hij vice-privé-secretaris was. De privé-secretaris was Robert Fellowes die deze taak uitvoerde tot 1999. Janvrin bracht wel koningin Elizabeth op de hoogte van Diana's dood.